# كفاح طيبة (رواية)
كفاح طيبة رواية تاريخية للروائي المصري نجيب محفوظ. نُشرت للمرة الأولى سنة 1944، وهي الثالثة بين رواياته التاريخية في سلسلة الثلاثية التاريخية بعد عبث الأقدار (1939) ورادوبيس (1943)، وتصور كفاح شعب مصر في سبيل استرداد حريته وطرد الغزاة الهكسوس من بلادهم، في إسقاط تاريخي للأحداث على كفاح الشعب المصري في أوائل القرن العشرين للتحرر من الاحتلال البريطاني وتحقيق استقلاله. «... أردت بذلك أن أقول أنه مثلما نجح الشعب المصري في تحقيق استقلاله في العصور الغابرة، فإنه سينجح أيضا في العصر الحديث».
يمزج نجيب محفوظ في روايته قصة كفاح أهل طيبة بقصة حب الملك أحمس، فالبطل أحمس رغم حصوله على النصر، لم تغب عن ذهنه صورة تلك الأميرة القادمة من الصحراء (ابنة عدوه الهكسوسي)، والتي ظلت ملامحها محفورة في قلبه كأول يوم رآها فيه على ظهر السفينة الفرعونية. ومع ذلك يضحي بعاطفته في سبيل طيبة.
ووفقاً لـمحمد سلماوي، فقد أجرت جريدة إل موندو الإسبانية دراسة نهاية عام 1999، اختارت فيها كفاح طيبة كواحدة من أهم الروايات التي صُدرت في الآداب العالمية في القرن العشرين.